# (2764) Moeller
(2764) Moeller es un asteroide que forma parte del cinturón de asteroides y fue descubierto el 8 de febrero de 1981 por Norman G. Thomas desde la estación Anderson Mesa, en Flagstaff, Estados Unidos.

## Designación y nombre
Moeller se designó inicialmente como 1981 CN.
Posteriormente fue nombrado en honor de Sonia Louise Moeller-Thomas, madre del descubridor.

## Características orbitales
Moeller está situado a una distancia media de 2,247 ua del Sol, pudiendo alejarse hasta 2,435 ua y acercarse hasta 2,059 ua. Su inclinación orbital es 1,991° y la excentricidad 0,08372. Emplea 1230 días en completar una órbita alrededor del Sol.